# Tetrastichus injuriosus
Tetrastichus injuriosus är en stekelart som beskrevs av Compere 1926. Tetrastichus injuriosus ingår i släktet Tetrastichus och familjen finglanssteklar.
Artens utbredningsområde är Eritrea. Inga underarter finns listade i Catalogue of Life.